# 야블라니차 (불가리아)

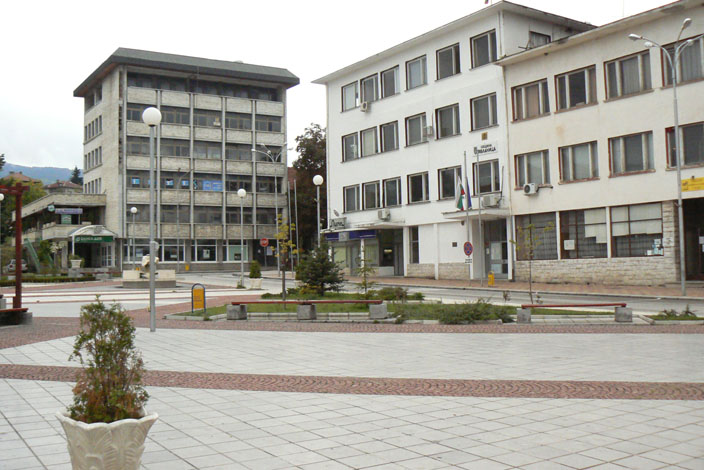
야블라니차

야블라니차(불가리아어: Ябланица, Yablanitsa)는 불가리아 로베치주의 도시로 높이는 417m, 인구는 2,854명(2011년 12월 기준)이다.
발칸산맥 북부와 접하며 불가리아의 수도인 소피아에서 70km 정도 떨어진 곳에 위치한다. 소피아와 바르나를 연결하는 고속도로가 지나간다.

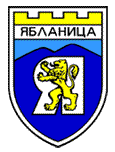
시 문장